# Johann-Joseph de Boesner
 (juin 2011).
Si vous disposez d'ouvrages ou d'articles de référence ou si vous connaissez des sites web de qualité traitant du thème abordé ici, merci de compléter l'article en donnant les références utiles à sa vérifiabilité et en les liant à la section « Notes et références ».
Le baron Johann-Joseph de Boesner, était un banquier établi à Vienne qui à partir de 1807 travailla pour le comte de La Fare, évêque de Nancy, chargé d'affaires du roi Louis XVIII qui lui confia la direction de ses intérêts auprès de la Cour de Vienne. 
Louis XVIII constitua le comte de La Fare, évêque de Nancy, comme son correspondant dans toute cette partie de l'Europe. Il devint le principal agent des Émigrés en Europe et fut en même temps chargé de la correspondance et des affaires diverses de Louis-Antoine d'Artois et de son épouse Marie-Thérèse de France, duc et duchesse d'Angoulême.
En 1807, toutes les communications du "Continent" (Europe) avec l'Angleterre étant impérieusement prohibées, et les militaires de l'armée de Condé ne pouvant plus recourir à Londres pour y toucher du gouvernement britannique leurs pensions, le comte de La Fare accepta, pour assurer la subsistance de ses compatriotes, l'emploi périlleux de vérifier et d'ordonnancer le paiement de ces pensions sur une maison de banque de Vienne, celle du baron de Boesner; fonctions qu'il a remplies durant vingt ans, à travers les épines et les dangers personnels d'une pareille mission jusqu’à l'époque du retour de Louis XVIII dans ses États, à la Restauration.
Le baron de Boesner, par différents canaux, était en relation avec plusieurs banquiers européens, d'Amsterdam, Hambourg, Gênes et Londres  parmi lesquels les banquiers anglais londoniens William Raikes, Thomas Raikes père et Thomas Raikes fils.
Les courriers du baron de Boesner, banquier à Vienne, à l'intention du comte de La Fare étaient toujours libellés ainsi : 
Monsieur le comte de La Fare, évêque de Nancy, Jacober-hof N° 844, Vienne, Autriche.
Les versements étaient faits, entre autres, au profit de la famille royale, dont les petits-fils et petites-filles de France et notamment le duc d'Angoulême et le duc de Berry pour l'entretien de leurs maisons et les soldes des militaires de leur armée. D'après la note de compte du baron de Boesner, banquier à Vienne en date du 24 juin 1807, pour les paiements des mois de mars et d'avril 1807, le versement en faveur de ces deux princes fut de 18 676 livres tournois, compte tenu de la commission de 130,50 livres du baron de Boesner.
On connait 7 lettres d'affaires écrites en 1819 et 1820 par le baron de Boesner qui sont adressées à William et Thomas Raikes et concernent toutes des arrangements de crédit et de paiement sur les places de Londres et d'Amsterdam. Ces lettres font partie de  " La Collection du Baron de  Boesner "  détenue par la bibliothèque de l'Université Mac Master au Canada.
Thomas Raikes fils (1777-1848), après avoir travaillé à Londres dans les bureaux de son père, négociant et banquier, se rendit célèbre comme mémorialiste.
Il était ami avec Arthur Wellesley, 2e duc de Wellington, fils du duc de Wellington, le vainqueur de Napoléon à Waterloo avec qui il correspondit et sa fille Harriet Raikes, première femme auteur de roman policier en langue anglaise, publia cette correspondance en 1861. Thomas Raikes père (1741-1813) qui fut gouverneur de la Banque d'Angleterre (en) durant la crise de 1797, jusque 1799, était un proche de William Pitt le Jeune, Premier ministre britannique.

## Note
1. ↑  Soit la somme de 149 408 euros (2006)